# Rio Largo
Rio Largo è un comune del Brasile nello Stato dell'Alagoas, parte della mesoregione di Leste Alagoano e della microregione di Maceió.
Fa parte dell'area metropolitana di Maceió.